# Bruno Latour
Bruno Latour (ur. 22 czerwca 1947 w Beaune, zm. 9 października 2022 w Paryżu) – francuski antropolog, socjolog i filozof nauki. Wraz z Michelem Callonem i Johnem Lawem współtworzył teorię aktora-sieci, wywarł wpływ na rozwój konstruktywizmu i badań nad nauką i techniką (ang. science and technology studies). Laureat Nagrody Holberga.

## Wykształcenie i kariera naukowa
Bruno Latour pochodził z rodziny producentów wina, niepowiązanej jednak ze znaną winnicą Château Latour z rejonu Bordeaux, ale z Burgundią. We wczesnej młodości, pod wpływem rodziców, postanowił studiować teologię katolicką i filozofię na Université de Bourgogne w Dijon. Wiele lat później określił samego siebie z tego okresu mianem wojującego katolika, a za pierwszą inspirację naukową uznał Charlesa Péguy. Wraz z rodzicami co roku jeździł na seminaria naukowe poświęcone temu poecie i eseiście. W jednej ze swoich wczesnych prac studenckich poświęconych jego twórczości, La répétition de Charles Péguy (Powtórzenia u Charlesa Péguy; 1973, wyd. 1977) dokonał zestawienia eseju Clio z czterema Ewangeliami.
W 1975 ukończył studia doktoranckie na wydziale filozoficznym Université de Tours. Tematem jego dysertacji doktorskiej pisanej pod kierunkiem prof. Claude’a Bruaire’a było zmartwychwstanie Jezusa i egzegeza biblijna (fr. Exégèse et ontologie: à propos de la resurrection; pol. Egzegeza i ontologia: wokół zmartwychwstania).
Bezpośrednio po zakończeniu studiów został powołany do wojska, jednak w ramach zastępczej służby wojskowej w organizacji ORSTOM wyjechał do Afryki, gdzie na Wybrzeżu Kości Słoniowej przez dwa lata był nauczycielem. Wtedy też po raz pierwszy zainteresował się antropologią i etnografią pod wpływem kierownika lokalnej komórki ORSTOM, w przyszłości znanego antropologa Marca Augé.
W latach 1982–2006 był profesorem w Centre de sociologie de l’Innovation w Ecole nationale supérieure des mines w Paryżu. Gościnnie pracował też na University of California w San Diego, w London School of Economics i na Uniwersytecie Harvarda. W latach 2006–2015 był profesorem w Sciences Po w Paryżu.
Od 2007 był dyrektorem medialabu w paryskim Sciences Po. Od października 2013 roku był niepełnoetatowym profesorem w London School of Economics w Londynie i professor-at-large na Uniwersytecie Cornella.
W latach 2011–2016 realizował grant Europejskiej Rady ds. Badań Naukowych (ang. European Research Council, ERC) zatytułowany „Inquiry Into Modes Of Existence”, którego rezultatem jest książka o tym samym tytule oraz wystawa „Reset Modernity” w Muzeum Sztuki w Karlsruhe.
W 2013 roku otrzymał Nagrodę Holberga. Komitet nagrody podkreślił kreatywność i nieprzewidywalność Latoura, który „podjął się ambitnej analizy i reinterpretacji nowoczesności, podważając najbardziej fundamentalne kategorie, takie jak rozróżnienie na nowoczesność i przednowoczesność, naturę i społeczeństwo, człowieka i nie-człowieka”. W 2021 roku przyznano mu Nagrodę Kioto w dziedzinie sztuki i filozofii.

## Najważniejsze prace

### Laboratory LifeiScience in Action

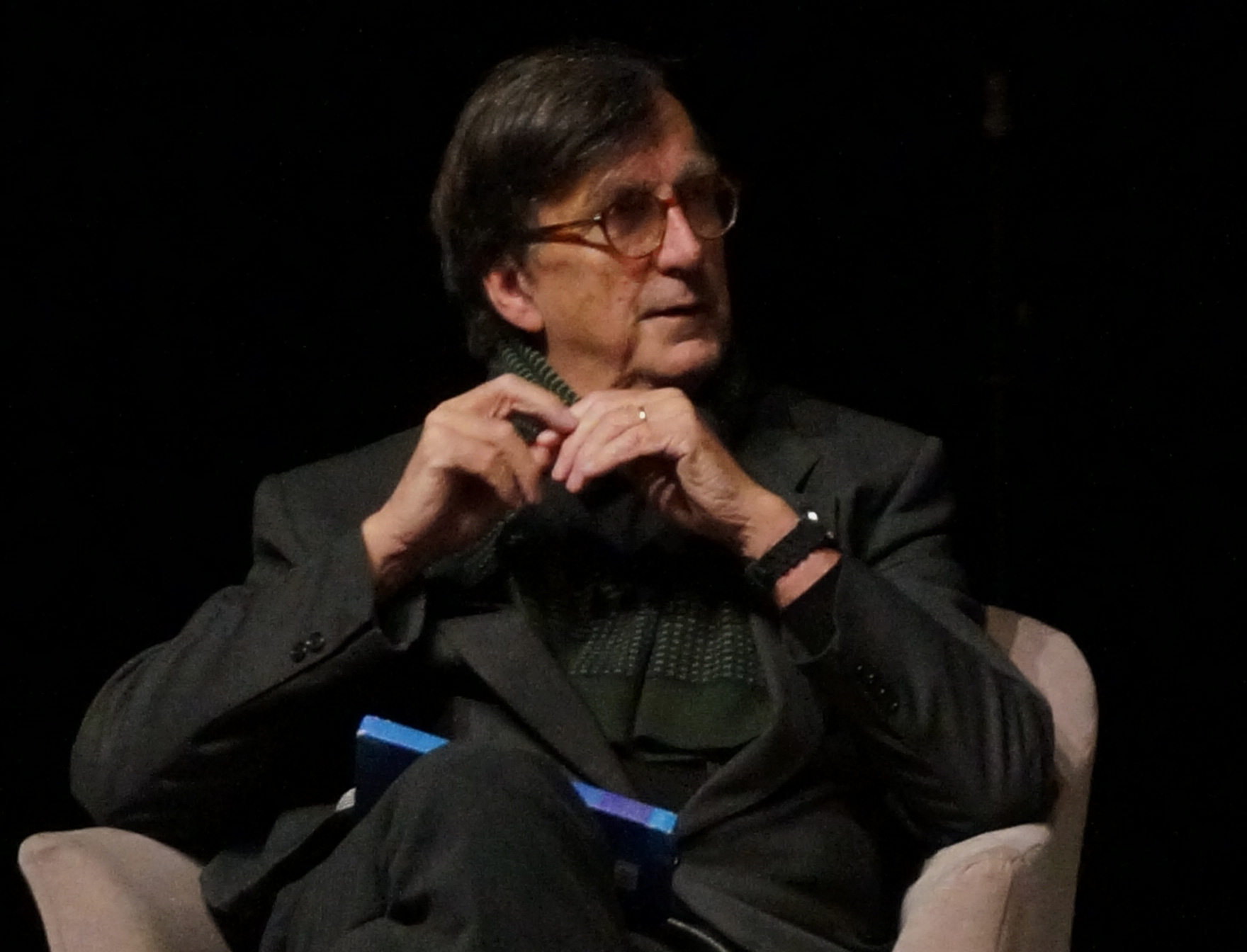
Latour w 2015 na sympozjum w Reims

W 1975 roku, uzyskawszy finansowanie ze stypendium Fundacji Fullbrighta (Fullbright Fellowship, 1975–1976) i stypendium NATO (NATO Fellowship, 1976–1977), prowadził badania etnograficzne w Salk Institute w San Diego. Owocem tej pracy badawczej była napisana ze Steve’em Woolgarem książka Laboratory Life. The Social Construction of Scientific Facts (1979). Odegrała ona istotną rolę w rozwijającej się dyscyplinie badań nad nauką i techniką (ang. science and technology studies, w skrócie STS). Materiał empiryczny wykorzystany w tej pracy został zgromadzony metodą etnograficzną i koncentruje się na odkryciu w dziedzinie endokrynologii, które zostało nagrodzone Nagrodą Nobla. Według tej pracy, fakty naukowe są konstruowane na drodze negocjacji między rzeczami, ludźmi i organizacjami, a głównymi produktami pracy laboratorium są „inskrypcje – preprinty, grafy, ślady, fotografie, publikowane artykuły, [...] e-maile”. Posłowie do książki napisał Jonas Salk, kierownik laboratorium, w którym realizowano badanie. Drugie i dalsze wydania Laboratory Life zostały zmienione wraz z odchodzeniem Latoura od konstruktywizmu społecznego w stronę teorii aktora-sieci. Przykładem zmian jest podtytuł, który w dalszych wydaniach brzmi „Construction of Scientific Facts” (1986), co podkreślać ma odchodzenie od czysto społecznych wyjaśnień konstruktywistycznych. Inne zmiany to dodanie dyskusji związanej z recepcją książki do ostatnich rozdziałów i rozwinięcie indeksu.
Jego kolejna książka pt. Science in Action. How to Follow Scientists and Engineers through Society (pierwotnie wydana po angielsku, później przełożona na francuski jako La Science en action) była rozwinięciem jego konstruktywistycznego podejścia do nauki. Latour kładł w niej nacisk na usieciowienie nauki jako drogę do budowania i utrwalania przekonań naukowych. W książce wyłożono założenia metody („Rules of Method”) oraz zasady ("Principles"), którymi powinny kierować się kolejne konstruktywistyczne etnografie laboratoriów.

### Pasteur i mikroby
W 1984 roku opublikował Les Microbes. Guerre et paix (wydanie angielskie Pasteurization of France z 1988 roku zawiera także przekład pracy oryginalnie wydanej odrębnie pt. Irréductions) – książkę poświęconą XIX-wiecznej nauce skoncentrowaną na postaci Pasteura i rozwoju jego kariery, w toku której równolegle z ukrycia wychodzi zarówno on, jak i mikroorganizmy.
Latour nawiązuje w tej książce do powieści Wojna i pokój, wskazując, że jej autor, Lew Tołstoj, zareagował nią na uproszczenia w wyjaśnianiu wielkich procesów polegające na przypisywaniu ich pojedynczym sprawcom. W przypadku Tołstoja chodzić miało o wojnę francusko-rosyjską i „epokę napoleońską”. Latour w podobny sposób traktuje w swojej pracy historię Louisa Pasteura – „krytycznie przygląda się mitowi Pasteura, mitowi, według którego Pasteur jest lewiatanem, który podbija świat mikrobów (...) samodzielnie przeprowadzając Francuzów do świata nowoczesności”. Latour przekonuje, że praca Pasteura związana była z szerszym ruchem higienistów, a w procesie jego pracy rolę odgrywali też aktorzy nie-ludzcy. Oprócz rekonstrukcji historycznej książka zawiera osobny aneks filozoficzny zatytułowany „Irredukcje” (Irréductions), w którym Latour konstruuje ontologiczne i epistemologiczne założenia pierwszych wersji teorii aktora-sieci.
Książka nie ukazała się po polsku, ale przełożono na polski krótszy tekst nawiązujący do tej tematyki: Dajcie mi laboratorium, a poruszę świat. W tym samym czasie Latour wnosił wkład w rozwój teorii aktora-sieci.

### „Chicken debate” i polemiki w ramach konstruktywizmu

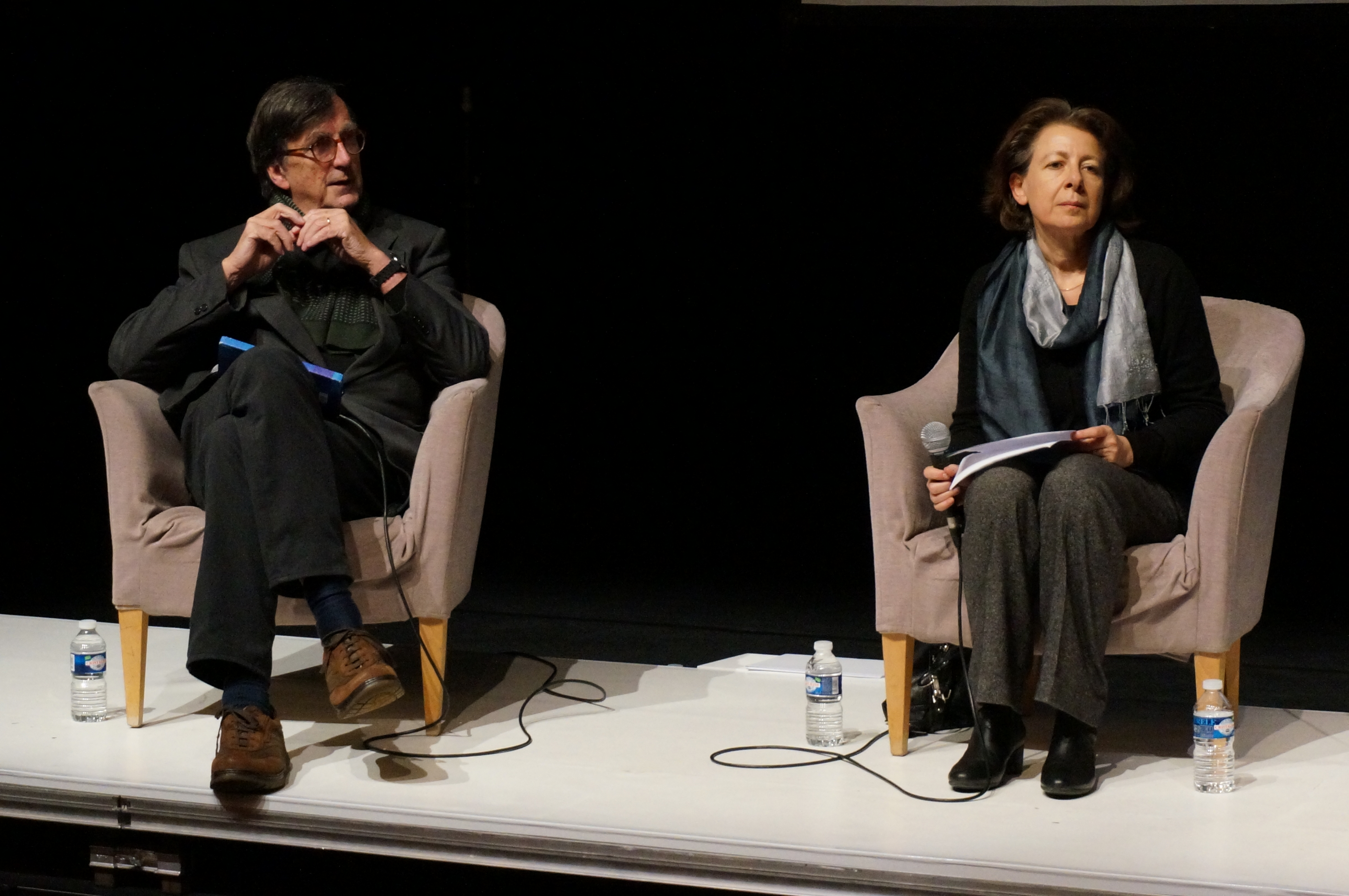
Bruno Latour i Joëlle Zask, francuska filozofka, podczas jednej z debat

Pod koniec lat 80. XX wieku Latour zaangażował się w serię warsztatów związanych z konstruktywizmem i socjologią wiedzy naukowej, w wyniku czego został zaproszony do współtworzenia książki Science as Practice and Culture (1992), pod redakcją Andrew Pickeringa. W tej samej książce Harry Collins i Stephen Yearley sformułowali krytykę prac autorów związanych z teorią aktora-sieci (Bruno Latour, Michel Callon, John Law) pt. Epistemological Chicken, w której wskazali na problemy z pogodzeniem prac Latoura z założeniami mocnego programu socjologii wiedzy. Według krytyków, postulowana przez Latoura symetria w rolach ludzi i nieludzi (przedmiotów, bakterii, tekstów), w praktyce prowadziła do naiwnego realizmu, a nie do rozwoju konstruktywizmu. Michel Callon i Bruno Latour odpowiedzieli tekstem Don’t Throw the Baby Out with the Bath School!, wskazując na konieczność innego rozumienia Mocnego Programu oraz podobieństwa w założeniach metodologicznych. Spór ten, znany również jako „Chicken Debate”, jest podawany jako przykład pierwszych różnic między konstruktywizmem brytyjskim (szkoła z Bath, szkoła edynburska) a rozwijającą się teorią aktora-sieci.

### Nigdy nie byliśmy nowocześni
Książka Nigdy nie byliśmy nowocześni. Studia z antropologii symetrycznej ukazała się w oryginalnym wydaniu francuskim w 1993 roku (tytuł oryginalny: Nous n’avons jamais été modernes. Essai d’anthropologie symétrique). Nowoczesność (zwaną tu nowoczesną Konstytucją) Latour definiuje w niej jako ramy myślenia, w których radykalnie pod względem ontologicznym i epistemologicznym rozróżnione są natura i kultura. Zdaniem Latoura taka sytuacja nigdy nie została zrealizowana.

Latour wchodzi w tej pracy w polemikę z filozofią postmodernistyczną (reprezentowaną przez Foucaulta, Lyotarda, Barthesa i Derridę), zwracając uwagę, że nie wszystko da się zredukować do konstrukcji językowych czy kulturowo-społecznych. Pisze: 
Fakty naukowe są skonstruowane, ale nie da się ich zredukować do wymiaru społecznego, ponieważ on sam jest nasycony użytymi do jego konstrukcji obiektami. [...] Dziura ozonowa jest zbyt społeczna i zbyt narracyjna, aby uznać ją po prostu za rzecz naturalną; w strategiach firm i szefów państw zbyt dużo jest reakcji chemicznych, aby zredukować je do władzy lub interesu, dyskurs ekosfery jest zbyt realny i społeczny, aby dało się go sprowadzić do efektów sensu.
Zdaniem Latoura trwanie przy przekonaniu, że wszystko jest społecznie konstruowane, jest równoważne z dalszym utrzymywaniem opozycji natura-kultura, podczas gdy należy starać się ją przekraczać.

### Aramis ou l’amour des techniques

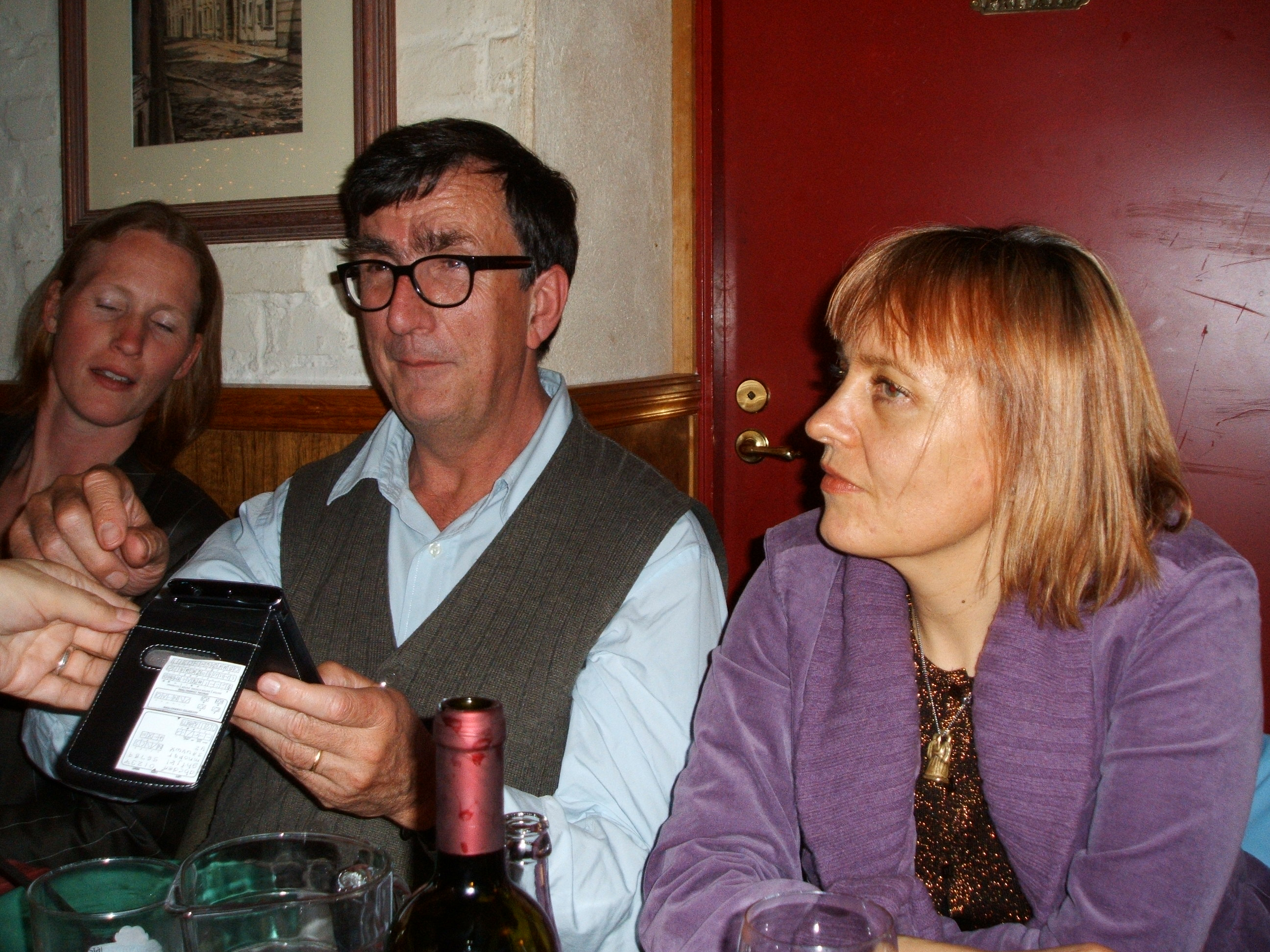
Bruno Latour w 2006 roku

W 1992 roku ukazała się praca Latoura zatytułowana Aramis ou l’amour des techniques (nie wydana w języku polskim). Poświęcona była projektowi budowy eksperymentalnego francuskiego systemu transportu miejskiego, który miał opierać się na oddzielnych pojazdach przeznaczonych dla niewielkich grup osób. Pojazdy miały przemieszczać się po torach, ale miały być niezależne od siebie nawzajem. Pojazdy miały odbierać pasażerów ze specjalnych przystanków i dostarczać do przystanków docelowych. Książka napisana jest w formie łączącej prozę z tekstem teoretycznym i zapisem etnograficznym. Poszczególne style wypowiedzi są dodatkowo wyróżniane typograficznie.
Aramis podąża za regułą przyglądania się heterogeniczności tego rodzaju projektów, wskazując na rozmaite typy aktorów, które biorą udział w procesie projektowania i wdrażania systemu komunikacyjnego. Zwraca też uwagę, że inżynierowie, którzy regularnie zmieniają kształty maszyn, tym samym zmieniają kształt społeczeństwa. Nie chodzi jednak o przekonywanie do technologicznego determinizmu, ale o akcentowanie tego, jak wymieszani są ze sobą aktorzy związani z naturą, technologią i społeczeństwem.

### Nadzieja Pandory
Książka Pandora’s Hope. Essays on the Reality of Science Studies została oryginalnie wydana w 1999 roku w języku angielskim. Polski przekład pod tytułem Nadzieja Pandory. Eseje o rzeczywistości w studiach nad nauką ukazał się w 2013 roku.
W tej pracy Latour podsumowuje osiągnięcia innych badaczy z dziedziny studiów nad nauką, po to by odnosić je do zagadnień filozoficznych i politycznych. Istotną częścią jest próba podsumowania stanowisk po wojnach o naukę oraz rozwój koncepcji mediacji, translacji i czarnych skrzynek. Latour proponuje też hierarchię stabilizacji faktów, nawiązującą do koncepcji Lewisa Mumforda. Uzupełniony zostaje też model krążenia publikacji i funduszy w nauce, zamiast pojedynczego obiegu, znanego z Science in Action, Latour proponuje analizę czterech obiegów przekraczających granice nauki (mobilizacja zasobów, reprezentacja publiczna, związki z administracją publiczną, procesy w środowisku zawodowym naukowców) oraz obiegu wewnętrznego, przekładającego między nimi.

### Polityka natury
Polityka Natury. Nauki wkraczają do demokracji (oryginalne wydanie francuskie pt. Politiques de la nature. Comment faire entrer les sciences en démocratie z roku 1999) została wydana w Polsce w 2009 roku. Latour ponownie podejmuje w niej temat rozdziału pomiędzy kulturę i naturę. Jego zdaniem, żeby skutecznie uporać się z problemami współczesnej ekologii należy zrozumieć, „na czym polega sieciowe myślenie o świecie”.
Postulatem Latoura jest powołanie „nowej konstytucji”, w której jak największa liczba aktorów będzie mogła funkcjonować razem. Ta konstytucja powstawała będzie w niekończącym się procesie konstruowania wspólnego świata. Elementy tych propozycji były przedstawione już w Nadziei Pandory.

### Splatając na nowo to, co społeczne. Wprowadzenie do teorii aktora-sieci
Praca ukazała się oryginalnie po angielsku pt. Reassembling the Social. An Introduction to Actor-Network Theory w 2005 roku. To syntetyczne opracowanie nawiązujące do wcześniejszych prac z zakresu teorii aktora-sieci i wcześniejszych studiów prowadzonych przez samego Latoura.
Splatając na nowo to, co społeczne to próba systematyzacji różnych nurtów teorii aktora sieci, przedstawiona w postaci polemik z istniejącymi teoriami socjologicznymi (rozdziały o pięciu źródłach niepewności) oraz propozycji nowego sposobu uprawiania nauk społecznych (rozdziały o trzech posunięciach). Latour wskazuje również źródła swojej teorii, m.in. w pracach Gabriela Tarde'a i Ludwika Flecka. Postulowany jest powrót do etymologicznego znaczenia „społecznego” jako tego, co jest połączone albo pozbierane. Wynika z tego przekonanie, że nie należy badać tego, jakie jest społeczne, ale jak różni aktorzy (ludzie, rzeczy, przekonania czy idee) są łączone i zbierane razem w większe grupy. Termin „społeczeństwa” zastępowany jest terminem „kolektyw”, w którego skład wchodzą zarówno ludzie, jak i nie-ludzie.

### Ostatnie prace
Latour opublikował też prace On the Modern Cult of the Factish Gods (2009, fr. Sur le culte moderne des dieux faitiches), The Making of law. An Rthnography of the Conseil d’Etat (2009), Rejoicing. Or the Torments of Religious Speech (2013) oraz An Inquiry into Modes of Existence. An Anthropology of the Moderns (2013).
Po roku 2016 wydał książki Reset Modernity! (2016), Facing Gaia. Eight Lectures on the New Climatic Regime (2017) i Down to Earth: Politics in the New Climatic Regime (2018). Ostatnie dwie bezpośrednio odnoszą się do tematyki zmian klimatycznych i ekologii. Latour argumentuje w nich na rzecz powrotu do pytań o charakter tego, co wcześniej nazywał Naturą.

## Kontrowersje
Bruno Latour był krytykowany przez Alana Sokala i Jeana Bricmonta w pracy Modne Bzdury (1998) za nadużywanie terminologii związanej z fizyką bez jej zrozumienia. Krytyka stała się elementem debat wokół konstruktywizmu, badań nad nauką i socjologii wiedzy naukowej, zwanych później „wojnami o naukę” (ang. science wars). Jak wskazała Barbara Tuchańska, źródłem konfliktu mogło być odmienne rozumienie pojęć związanych z relatywizmem fizycznym i filozoficznym.
Olga Amsterdamska w recenzji Science in Action wskazała na problemy związane z użyciem natury jako jednocześnie konstrukcji i wyjaśnienia. Według recenzentki redukcja pracy naukowej do polityki i sojuszy nie pozwala np. wyjaśnić problemów związanych z koncepcjami Łysenki, nieuznawanych za naukowe przez współczesne nauki biologiczne. Podobne zarzuty wobec Pasteurization of France kierowała badaczka laboratoriów i socjolog Karin Knorr-Cetina.
Langdon Winner zarzucał przedstawicielom nurtu konstruktywizmu społecznego w badaniach nad technologią, w tym Latourowi (ale i innym, m.in. H.M. Collinsowi, Donaldowi MacKenzie, Trevorowi Pinchowi, Wiebe Bijkerowi, Michelowi Callonowi, Thomasowi Hughesowi czy Johnowi Law), że skupiają się wyłącznie na powstawaniu artefaktów i ich wchodzeniu w relacje z innymi aktorami, a niemal zupełnie ignorują społeczne konsekwencje technologicznych innowacji.
Graham Harman w monografii poświęconej koncepcjom Latoura pt. Prince of Networks wskazywał na problemy ontologiczne związane z teorią aktora-sieci, dotyczące m.in. statusu czasu, niszczenia obiektów oraz odtwarzania stabilności.
Krzysztof Abriszewski w książce Kulturowe funkcje filozofowania pokazał, w jaki sposób zagadnienie reprodukcji stabilności w koncepcjach Latoura może być częściowo rozwiązane dzięki wybranym teoriom kulturoznawczym.